# Anomalagrion hastatum
Anomalagrion hastatum är en trollsländeart som först beskrevs av Thomas Say 1839.  Anomalagrion hastatum ingår i släktet Anomalagrion och familjen dammflicksländor. Inga underarter finns listade i Catalogue of Life.